# Hussein Jwayed
Hussein Jwayed (arab. أحسين جويد; ur. 1 stycznia 1993) – syryjski piłkarz grający na pozycji środkowego obrońcy. Od 2012 jest zawodnikiem klubu Al-Zawraa.

## Kariera piłkarska
Swoją karierę piłkarską Jwayed rozpoczął w klubie Al-Hurriya SC, w którym w 2011 roku zadebiutował w pierwszej lidze syryjskiej. W 2012 przeszedł do irackiego Al-Zawraa. W sezonach 2015/2016 i 2017/2018 wywalczył z nim mistrzostwo Iraku, a w sezonie 2016/2017 zdobył Puchar Iraku.

## Kariera reprezentacyjna
W reprezentacji Syrii Jwayed zadebiutował 20 listopada 2012 w przegranym 1:2 towarzyskim meczu z Palestyną. W 2019 roku powołano go do kadry na Puchar Azji.